# Trichoplusia capnista
Trichoplusia capnista là một loài bướm đêm trong họ Noctuidae.